# 眼斑鳚雀鯛
眼斑鳚雀鯛，為輻鰭魚綱鱸形目鱸亞目擬雀鯛科的其中一種，分布於西澳大利亞及昆士蘭海域，背鰭硬棘1枚、背鰭軟條49-53枚;臀鰭硬棘0枚;臀鰭軟條38-43枚，體長可達8.9公分，為亞熱帶海水魚，棲息在潮間帶至水深3公尺的水域，以甲殼類為食，生活習性不明，可做為觀賞魚。